# Pistoleros
Pistoleros (Originaltitel: All'ombra di una colt) ist ein italienisch-spanischer Italowestern aus der Frühphase des Genres, der unter der Regie von Gianni Grimaldi entstand und am 7. Oktober 1966 in die bundesdeutschen Kinos kam.

## Handlung
Die beiden Scharfschützen Steve und Duke übernehmen auch Verteidigungsaufträge kleinerer Städte gegen die Überfälle von Banditen. Duke wird bei einem solchen Auftrag schwer verwundet; Steve bricht sein Versprechen ihm gegenüber und verschwindet mit Dukes Tochter Susan, mit der er sich in Providence niederlässt. Dort gerät er ins Visier der Bankiers, die die Stadt für sich haben wollen, sowie ins Blickfeld von Dukes Freundin, die im Saloon arbeitet. Im Showdown muss sich Steve also gegen mehrere Feinde erwehren, was ihm jedoch gelingt.

## Kritiken
„Ein akzeptabler, aber vollkommen durchschnittlicher Film mit einem passablen Score von Nico Fidenco“

„Zweitklassiger Italowestern.“

„Unterhaltsamer, harter Frühwestern von Komödienregisseur Grimaldi“

„Des Pistolenhelden Steve Kampf um Heim und Herd und Heimchen. Buntes Mexiko-Spektakel nach der Schwarz-Weiß-Devise »Pistolen knallen – Gangster fallen«“